# Krzysztof Syruć
Krzysztof Syruć herbu Doliwa – ciwun birżyniański w 1695 roku, oboźny żmudzki w latach 1673–1695.
W 1674 roku był elektorem Jana III Sobieskiego z Księstwa Żmudzkiego.